# パトリック・ワーティー
パトリック・ワーティー（Patrick　Whearty、1980年8月27日 - ）は、アメリカ合衆国ニューヨーク州ポキプシー出身のプロバスケットボール選手である。ポジションはセンター。208cm、117kg。

## 来歴
ホーリークロス大学で2シーズンプレーした後、フランスプロリーグBのスタッド・クレルモンBAに入団。チームのA昇格に貢献した。
その後、ウクライナ、アルゼンチン、ブラジルのプロリーグを経て、2007年に仙台89ERS入団。
2007-08のbjリーグオールスターゲームにも選ばれる。